# Adélaïde d'Orléans (1777-1847)
Pour les articles homonymes, voir Adélaïde d'Orléans.
La princesse Eugène (ou Eugénie) Adélaïde Louise d’Orléans, dite Madame Adélaïde, d’abord titrée Mademoiselle de Chartres à sa naissance le 23 août 1777 à Paris et morte le 31 décembre 1847 à Paris, est la fille du duc Louis-Philippe II d’Orléans, et de son épouse la duchesse, née Marie-Adélaïde de Bourbon. Membre de la maison capétienne d’Orléans, la princesse est la sœur cadette du roi des Français Louis-Philippe Ier, ce qui fait d’elle un personnage-clé de la Restauration et de la monarchie de Juillet.

## Biographie
Eugène Adélaïde Louise d'Orléans est née au Palais-Royal à Paris le 23 août 1777 et elle est ondoyée le même jour, en même temps que sa sœur jumelle Mademoiselle d'Orléans (morte en 1782), par Jean-Baptiste Talon, aumônier du duc d'Orléans, en présence de Jean-Jacques Poupart, curé de l'église Saint-Eustache à Paris.
Le 19 avril 1789, Adélaïde d'Orléans est baptisée dans la chapelle royale du château de Versailles par Louis-Joseph de Montmorency-Laval, grand aumônier de France, en présence d'Aphrodise Jacob, curé de l'église Notre-Dame de Versailles : comme pour ses frères Louis-Philippe et Antoine, son parrain est le roi Louis XVI et sa marraine est la reine Marie-Antoinette.
Eugène Adélaïde Louise d'Orléans est élevée avec son frère par Madame de Genlis, dans des idées philosophiques et apprend également à jouer de la harpe avec elle.
À la Révolution, Adélaïde d'Orléans n'émigre que lorsqu'elle y est forcée. Âgée de 17 ans, son père ayant été guillotiné, sa mère et ses frères incarcérés, elle se réfugie en Suisse auprès de sa grand-tante, la princesse de Conti mais ces survivants de la famille royale doivent bientôt fuir devant les troupes françaises et se réfugier à Landshut en Bavière puis à Presbourg dans les États de l'empereur. En 1801, Adélaïde rejoint sa mère à Barcelone.
Lors de la Restauration, elle contribue à rallier autour de son frère les hommes les plus distingués du parti libéral, et, en 1830, à le décider d'accepter la couronne.
Femme de tête, elle exerce un grand ascendant sur l'esprit de Louis-Philippe : on la surnomme son « égérie »,. Victor Hugo rapporte : « Presque tous les matins, le roi avait une longue causerie, la plupart du temps politique, avec Mme Adélaïde. Il la consultait sur tout et ne faisait rien de très grave contre son avis. »
« Se doutait-il de ce qui allait lui manquer quand, au début de la funeste année 1848, il accompagnait le corps d'Adélaïde, la plus sûre conseillère, l'amie la plus écoutée ? »
Adélaïde d'Orléans meurt au palais des Tuileries à Paris le 31 décembre 1847. Elle laisse une grande fortune, dont le domaine auvergnat de Randan (8 000 hectares), qu'elle lègue à son neveu Antoine, duc de Montpensier et le château d'Arc-en-Barrois qu'elle lègue à son neveu et filleul François, prince de Joinville.

## Ascendance

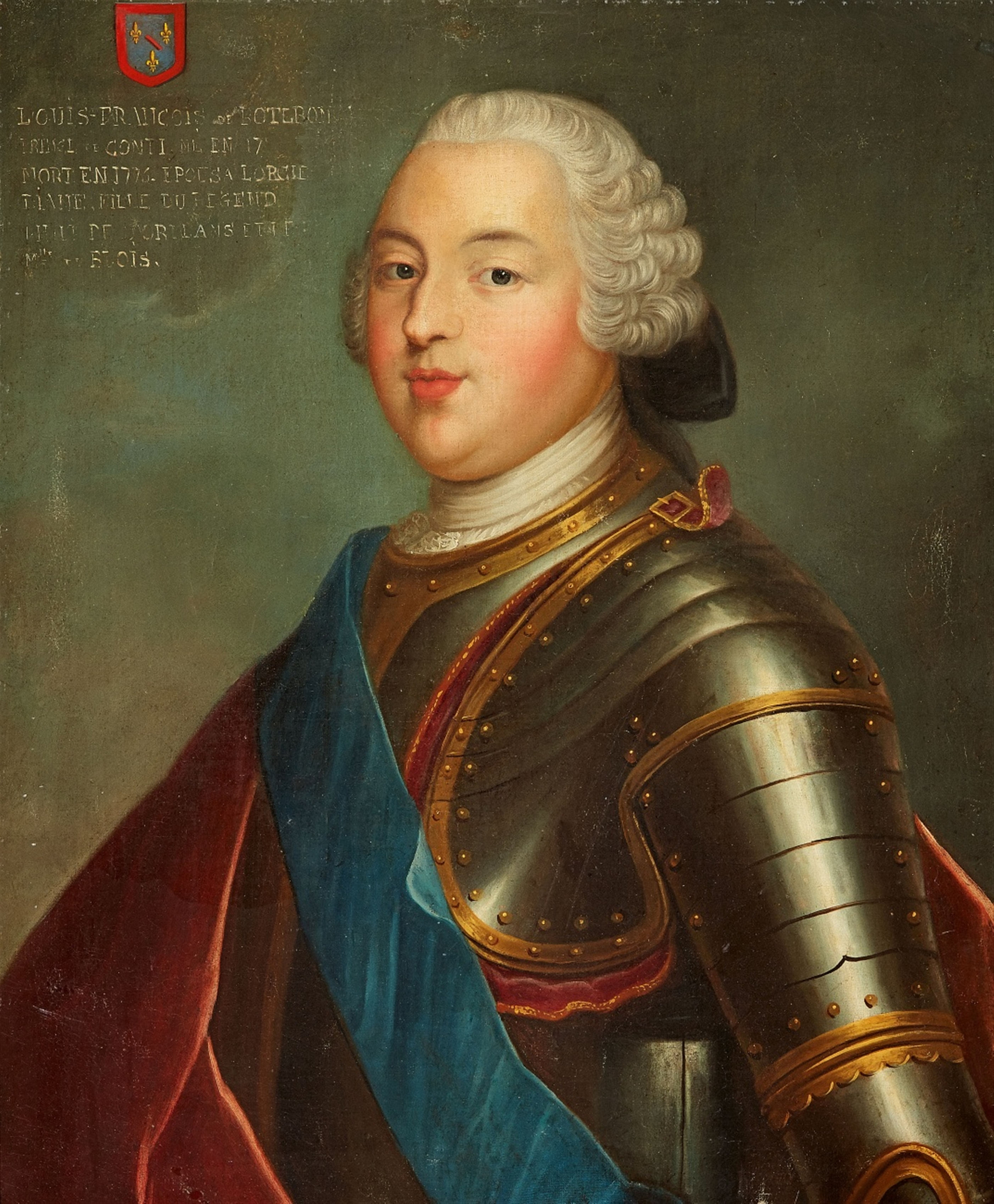
Portrait de Louis-Philippe d'Orléans considéré à tort comme le beau-frère Louis François de Bourbon-Conti

## Titulature et décorations

### Titulature
- 23 août 1777 — 6 février 1782 : Son Altesse Sérénissime mademoiselle de Chartres, princesse du sang de France
- 6 février 1782 — 22 septembre 1824 : Son Altesse Sérénissime mademoiselle d'Orléans, princesse du sang de France
- 22 septembre 1824 — 9 août 1830 : Son Altesse Royale mademoiselle d'Orléans, princesse du sang de France
- 9 août 1830 — 31 décembre 1847 : Son Altesse Royale la princesse Adélaïde d'Orléans

À sa naissance, en tant que fille de Louis-Philippe d’Orléans, duc de Chartres, fils unique du duc d’Orléans, premier prince du sang de France, Adélaïde reçoit le titre de princesse du sang de France ainsi que la qualification d’altesse sérénissime, conformément aux us de la maison royale de France. Sous la Restauration, après la mort du roi Louis XVIII, le nouveau roi Charles X concède nominalement aux Orléans la qualification d’altesse royale par décisions publiées au Moniteur universel les 22 et 23 septembre 1824. La princesse Adélaïde jouit de cette qualification également sous la monarchie de Juillet et jusqu’à sa mort en 1847. En revanche, la révolution de 1830 lui fait perdre son titre de princesse du sang que son frère, devenu le roi Louis-Philippe Ier, remplace par le titre nouvellement créé de princesse d'Orléans, qu'il lui confère le 13 août 1830 par ordonnance royale.
Toutefois, à la cour, les appellations orales desquelles elle bénéficie évoluent tout au long de son existence. Titrée « Mademoiselle de Chartres » à sa naissance, elle devient « Mademoiselle d’Orléans » lorsque sa sœur jumelle meurt en 1782. À partir de 1783, elle est simplement qualifiée de « Mademoiselle », et ce jusqu’à la naissance en 1812 de sa nièce, Louise d’Orléans, à la suite de laquelle elle redevient « Mademoiselle d’Orléans ». Sous la monarchie de Juillet, devenue la sœur du monarque, elle se voit surnommée « Madame Adélaïde ».

### Décorations dynastiques étrangères
- 375e dame de l'ordre de la Reine Marie-Louise ( Royaume d'Espagne).

## Hommage
Un rosier du nom d'Adélaïde d'Orléans lui est dédié en 1826 par Antoine Jacques.

## Iconographie

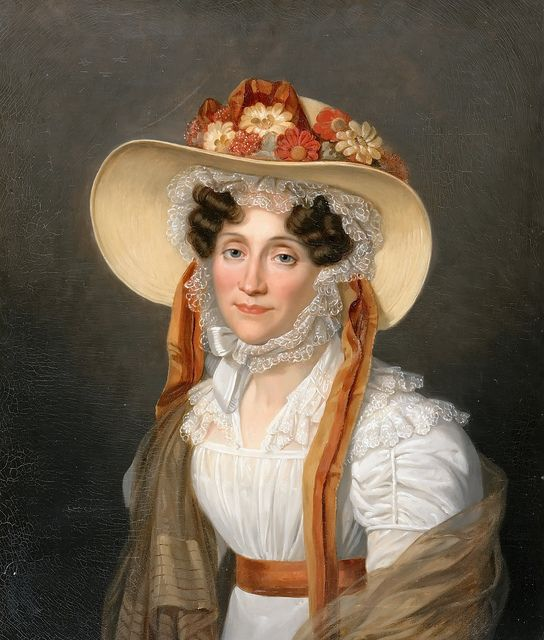
Adélaïde d'Orléans, portrait par Auguste de Creuse (1838, château de Versailles).

- un buste de marbre du sculpteur Jacques-Augustin Dieudonné (1795-1873) au musée Condé du château de Chantilly, fondé par son filleul Henri d'Orléans, duc d'Aumale[12] ;
- un portrait en pied par François Gérard, tableau réalisé en 1820 à l'initiative de Louis Philippe, duc d'Orléans, pour le château d'Eu, une copie est détenue par le CMN. L'original du tableau en pied de Gérard, fut détruit aux Tuileries, en 1848, à la chute de la monarchie de Juillet[12];
- un portrait peint par Auguste de Creuse en 1838 (ci-contre), et sa copie, en vue élargie, par le peintre de genre Marie-Amélie Cogniet (1798-1869)[13] ;
- une miniature sur ivoire de sir William Charles Ross (1794-1860)[14], no 14 du catalogue de l'exposition « L'art anglais dans les collections de l'Institut de France »[15].

L'herbier qu'elle constitua entre 1845 et 1847 a été préempté par l'État au profit du musée Louis-Philippe du château d'Eu lors d'une vente publique à Paris en 2019.